# Grupa SU(2)
Grupa SU(2), czyli specjalna grupa unitarna rzędu 2 – grupa macierzy unitarnych o wyznaczniku równym 1.
Reprezentacja fundamentalna tej grupy składa się z macierzy wymiaru {\displaystyle 2\times 2,} o wyrazach ze zbioru liczb zespolonych, tj.
{\displaystyle \operatorname {SU} (2)=\left\{{\begin{pmatrix}x&-{\overline {y}}\\y&{\overline {x}}\end{pmatrix}}:\ \ x,y\in \mathbf {C} ,|x|^{2}+|y|^{2}=1\right\},}
gdzie np. {\displaystyle {\overline {x}}} to liczba sprzężona do {\displaystyle x.}
Inne reprezentacje grupy tworzą macierze wyższego wymiaru, przy tym ich generatory spełniają identyczne warunki komutacyjne jak generatory reprezentacji fundamentalnej (omówiono to w artykule).
Działaniem grupowym w każdej reprezentacji jest operacja mnożenia macierzy. Elementem neutralnym grupy w danej reprezentacji jest macierz jednostkowa (o wymiarze równym wymiarowi macierzy tej reprezentacji). Elementem odwrotnym jest macierz odwrotna dodanej macierzy.
Grupa {\displaystyle SU(2)} jest podgrupą w grupie macierzy unitarnych {\displaystyle U(2),} która z kolei jest podgrupą pełnej grupy liniowej {\displaystyle GL(2,\mathbb {C} ).} Centrum grupy {\displaystyle SU(2)} jest izomorficzne z grupą cykliczną {\displaystyle \mathbb {Z} _{2}.}

## Topologia
Grupa {\displaystyle SU(2)} jest rozmaitość różniczkową wymiaru 3, jednospójną i zwartą; jako grupa jest grupą Liego: grupa macierzy {\displaystyle SU(2)} jest grupą ciągłą, tzn. elementy macierzy należących do grupy są wyrażone za pomocą funkcji różniczkowalnych i ciągłych, należnych od 3 parametrów liniowo niezależnych. Algebra Liego su(2) związana z grupą Liego {\displaystyle SU(2)} posiada {\displaystyle 2^{2}-1=3} generatory {\displaystyle T^{a},a=1,2,3.}

## Reprezentacja fundamentalna grupy SU(2)

### Generatory
Generatory algebry Liego {\displaystyle su(2)} dla reprezentacji fundamentalnej grupy {\displaystyle SU(2)} wyrażają się poprzez macierze wymiaru 2 × 2; najczęściej wybiera się jako generatory macierze Pauliego mnożone przez 1/2, tj.
{\displaystyle T^{a}={\frac {1}{2}}\sigma ^{a},}
czyli
{\displaystyle T^{1}={\frac {1}{2}}\left[{\begin{matrix}0&&1\\1&&0\end{matrix}}\right],} {\displaystyle T^{2}={\frac {1}{2}}\left[{\begin{matrix}0&&\!\!\!-i\\i&&0\end{matrix}}\right],} {\displaystyle T^{3}={\frac {1}{2}}\left[{\begin{matrix}1&&0\\0&&\!\!\!-1\end{matrix}}\right].}

### Reguły komutacji generatorów
Generatory te spełniają reguły komutacji:
{\displaystyle [T^{1},T^{2}]=i\,T^{3},}
{\displaystyle [T^{2},T^{3}]=i\,T^{1},}
{\displaystyle [T^{3},T^{1}]=i\,T^{2},}
gdzie {\displaystyle [T^{a},T^{b}]=T^{a}T^{b}-T^{b}T^{a}} – komutator.
Reguły komutacji można zapisać za pomocą wzoru
{\displaystyle [T^{a},T^{b}]=i\sum _{c}\,\epsilon _{abc}T^{c},}
gdzie: {\displaystyle \epsilon _{abc}} oznacza tzw. symbol antysymetryczny:
- {\displaystyle \epsilon _{abc}=+1,} gdy liczby {\displaystyle abc} są parzystą permutacją liczb 123,
- {\displaystyle \epsilon _{abc}=-1,} gdy liczby {\displaystyle abc} są nieparzystą permutacją liczb 123,
- {\displaystyle \epsilon _{abc}=\quad 0,} gdy dwie lub trzy liczby {\displaystyle a,b,c} są takie same.

Reguły antykomutacji:
{\displaystyle \{T_{a},T_{b}\}=\delta _{ab}I,}
gdzie {\displaystyle \delta _{ab}} – delta Kroneckera.

### Stałe struktury
Z postaci komutatora widać, że tensor antysymetryczny wyznacza stałe struktury grupy, tzn.
{\displaystyle f_{abc}=\epsilon _{abc},\quad a,b,c=1,2,3}
– stałe te (prawie) zupełnie determinują strukturą multiplikatywną grupy (tj. wyniki mnożenia elementów grupy przez siebie). Generatory {\displaystyle T^{1},T^{2},T^{3}} definiują algebrę Liego {\displaystyle su(2),} tworząc jej bazę. Macierze te nie są jedynymi macierzami {\displaystyle 2\times 2,} które spełniają te same warunki komutacji.

### Inne reprezentacji grupySU(2){\displaystyle SU(2)}
Możliwe są więc także różne reprezentacje macierzowe tej samej grupy: generatorami tych reprezentacji są macierze wymiaru większego niż 2, które spełniają te same reguły komutacyjne co generatory wymiaru {\displaystyle 2\times 2} – te ostatnie nazywa się generatorami reprezentacji fundamentalnej (definiującej) grupy {\displaystyle SU(2).}

## Macierz SU(2) wyrażona za pomocą generatorów
Dowolną macierz grupy {\displaystyle SU(2)} w jej reprezentacji wymiaru {\displaystyle r} można wyrazić za pomocą eksponenty
{\displaystyle R_{r}(\psi ,n_{1},n_{2},n_{3})=\exp \left[{i\,\psi \sum _{a=1}^{3}T_{r}^{a}\,n_{a}}\right],}
gdzie:
- {\displaystyle n_{1},n_{2},n_{3}} takie, że {\displaystyle (n_{1})^{2}+(n_{2})^{2}+(n_{3})^{2}=1,} {\displaystyle {\vec {n}}=(n_{1},n_{2},n_{3})} – wektor jednostkowy, skierowany wzdłuż osi obrotu,
- {\displaystyle \psi } – kąt obrotu (określony zgodnie z regułą prawej dłoni) wokół danej osi zadanej wektorem {\displaystyle {\vec {n}}.}
- {\displaystyle T_{r}^{1},T_{r}^{2},T_{r}^{3}} – generatory danej reprezentacji o wymiarze {\displaystyle r=2,3,4,\dots }

Uwaga 1: Wykładnik w eksponencie powyższego wzoru przedstawia sumę macierzy antyhermitowskich bezśladowych (np. dla reprezentacji fundamentalnej {\displaystyle 2\times 2} generatorami są macierze Pauliego, mnożone przez odpowiednie współczynniki – w efekcie w eksponencie mamy macierz antyhermitowską bezśladową) – jest to warunek konieczny, by generowana macierz była unitarna; bezśladowość zapewnia, że wyznacznik generowanej macierzy jest równy 1 – dlatego generowania jest specjalna macierz unitarna.
Uwaga 2: Grupa {\displaystyle SU(2)} jest grupą zwartą, zależną od 3 liniowo niezależnych parametrów {\displaystyle \theta ,\phi ,\psi ,} które należą do zbioru zwartego {\displaystyle \Omega \subset R^{3},} przy czym:
{\displaystyle n^{1}=\sin \theta \sin \phi ,} {\displaystyle n^{2}=\sin \theta \cos \phi ,} {\displaystyle n^{3}=\cos \theta }
– współrzędne kartezjańskie wektora jednostkowego, skierowanego wzdłuż osi obrotu,
{\displaystyle \psi } – kąt obrotu wokół tej osi
oraz
{\displaystyle \theta \,\in \langle 0,\pi \rangle ,\phi \in \langle 0,2\pi \rangle ,} {\displaystyle \psi \,\in \langle 0,2\pi \rangle .}